# Crotalaria alata
Crotalaria alata är en ärtväxtart som beskrevs av David Don. Crotalaria alata ingår i släktet sunnhampor, och familjen ärtväxter. Inga underarter finns listade i Catalogue of Life.